# Raquel Rodríguez
Raquel "Rocky" Rodríguez Cedeño (sinh ngày 28 tháng 10 năm 1993) là một cầu thủ bóng đá quốc tế người Costa Rica. Cô thi đấu ở vị trí tiền vệ cho Portland Thorns FC tại Giải vô địch bóng đá nữ quốc gia Mĩ (NWSL) và là một thành viên của đội tuyển bóng đá nữ quốc gia Costa Rica.

## Sự nghiệp câu lạc bộ

### Sky Blue FC, 2016–2019
Rodríguez là cầu thủ thứ hai được lựa chọn trong NWSL College Draft 2016, bởi Sky Blue FC. Trong mùa giải đầu tiên với vai trò tân binh của mình, cô đã ghi được 1 bàn thắng sau 18 trận đấu và giành danh hiệu Tân binh của năm NWSL. Trong mùa giải 2017, Rodríguez đã ghi bàn thắng nhanh nhất trong lịch sử NWSL, chỉ 24 giây sau khi trận đấu bắt đầu trong trận đấu với Portland Thorns FC.

### Glory Perth, 2017
Vào ngày 12 tháng 10 năm 2017, Rodríguez chơi bóng cho Perth Glory trong khuôn khổ W-League mùa giải 2017–18. Rodríguez là người Trung Mĩ đầu tiên từng chơi ở W-League.

### Portland Thorns, 2020–
Vào ngày 8 tháng 1 năm 2020, Rodríguez gia nhập câu lạc bộ Portland Thorns.

## Sự nghiệp quốc tế
Trong giải FIFA World Cup 2015, Rodriguez ghi bàn thắng World Cup Bóng đá nữ đầu tiên của Costa Rica trong trận đấu khai mạc Vòng bảng với Tây Ban Nha, kết thúc với tỉ số hòa 1–1. Rodriguez chơi bóng trong tất cả ba trận đấu của Costa Rica trong giải đấu này. Trong giải đấu vòng loại Olympic CONCACAF, Rodriguez đã ghi được năm bàn thắng trong ba trận đấu của vòng bảng.

## Danh hiệu

### Câu lạc bộ
Portland Thorns FC
- NWSL Community Shield: 2020
- NWSL Challenge Cup: 2021
- International Champions Cup: 2021[12]
- NWSL Shield: 2021[13]

### Cá nhân
- NWSL Rookie of the Year: 2016